# Plinia rivularis
Plinia rivularis är en myrtenväxtart som först beskrevs av Jacques Cambessèdes, och fick sitt nu gällande namn av Rotman. Plinia rivularis ingår i släktet Plinia och familjen myrtenväxter. Inga underarter finns listade i Catalogue of Life.